# ریچارد دانت
ژنرال فرانسیس ریچارد دانت، بارون دانت(متولد ۲۳ دسامبر ۱۹۵۰) یک افسر ارشد بازنشسته ارتش انگلیس و عضو مجلس اعیان است. وی از سال ۲۰۰۶ تا ۲۰۰۹ رئیس ستادکل ارتش بود.
دانت در سال ۱۹۷۱، مأمور گرین هاوارد (هنگ یورکشایر) شد، و اولین مأموریت او به عنوان فرمانده جوخه در بلفاست بود. دانت در مأموریت دومش، در ایرلند شمالی، نشان صلیب نظامی را دریافت کرد. در پی یک سکته بزرگ در سال ۱۹۷۷، دانت به فکر ترک ارتش افتاد، اما توسط افسر فرمانده خود، تشویق شد که بماند. پس از کالج کارکنان، او فرمانده گروهان شد و سرانجام در سال ۱۹۸۹ فرماندهی گرین هاوارد را بر عهده گرفت. وی پس از آنکه به درجه سرتیپی ارتقا یافت، در دوره عالی ستاد فرماندهی حضور یافت و در آنجا فرماندهی کرد. دانت در سال ۱۹۹۴ فرماندهی تیپ ۴ زرهی را به عهده گرفت و سال بعد، نیروی اجرایی انگلیس (IFOR) را فرماندهی کرد.